# Dr. Jekyll and Mr. Hyde (film 1908)
Dr. Jekyll and Mr. Hyde – amerykański krótkometrażowy film z 1908 roku w reżyserii Otisa Turnera, będący adaptacją noweli Roberta Louisa Stevensona. Film nie zachował się do naszych czasów.